# Сур, Дженнифер
Дженнифер Сур (в девичестве — Стучински, англ. Stuczynski, англ. Jennifer Suhr; род. 5 февраля 1982, Фредония, Нью-Йорк) — американская легкоатлетка, которая специализируется на прыжках с шестом. Олимпийская чемпионка 2012 года с результатом 4,75 м. 11-кратная чемпионка США. Серебряная призёрка чемпионата мира в помещении 2008 года.
Личный рекорд в прыжке с шестом на открытом воздухе — 4,92 м, в помещении — 5,03 м (мировой рекорд).
На Олимпиаде 2016 в Рио-де-Жанейро заняла 7-е место с результатом 4,60 м.